# Pinus luzmariae
Pinus luzmariae é uma espécie de conífera da família Pinaceae.
Pode ser encontrada nos seguintes países: Honduras e México.